# Опсада Јеревана (1804)
Опсада Јеревана, (престоница модерне Јерменије) одвијала се од јула до септембра 1804. године, током руско-персијског рата (1804–1813). После тешког напретка, Руси под Павелом Цицијановим опколили су Јереван. Иранске снаге унутар Јереванске тврђаве спречиле су Руса да изврши директан напад, док су они изван опколили Русе и пресекли линије снабдевања освајача. Командујући од стране крунског принца Абаса Мирзе и самог краља Фат-Али Шах Кајара (1797−1834), Иранци су успешно одбранили град и одбили руски напад. Цицијанов је, да би спасио свој углед, пребацио кривицу на мноштво људи и ствари и намерно изоставио своја властита недела.

## Позадина
Године 1801. користећи се политичким превирањима у Ирану, Руси су присвојили источну Грузију, регион који је столећима био део Ирана  . Године 1802. Павел Цицијанов именован је за новог врховног команданта Русије на Кавказу. Тврдоглави руски империјалиста није имао пуно поштовања ни према становницима Кавказа ни према Иранцима. У јануару 1804. напао је Иран, опколивши ирански град Гања. Након месец дана је заробио и безобзирно се понашао; до 3.000 Иранаца је масакрирано у три дана пљачке. То је покренуло Руско-персијски рат у периоду од 1804–1813.
Након заузимања Гање, Цицијанов је прешао у Јереван. У близини Јеревана, његова војска се сукобила с војском крунског принца и врховног команданта Абаса Мирзе, а Цицијанов и његови људи су били присиљени да се повуку.  Неколико дана касније, Руси су се вратили у Вагаршапат, где су изненадили иранску војску и поразили је. Затим су поново марширали на Јереван. Преживели Иранци су се прегруписали и придружили се следећој одбрани Јеревана.

## Опсада
Крајем јуна, Цицијанов је стигао пред Јереван, са војском од 3.000 до 20.000 људи, као и грузијским и јерменским помоћним снагама. Руси су напали, у пратњи тешког бомбардовања. Сам краљ (шах) био је присутан у одбрани и командовао је трупама. У време битке Иранци су се и даље борили са својом "традиционалном војском", углавном састављеном од лаке артиљерије и покретне коњице; још нису покренули програм који би резултирао стварањем војске на модерним линијама. 
Док су Руси опседали, 6.000–7.000 иранских војника који су се држали унутар јереванског утврђења, иранске снаге изван цитаделе, око 18.000 коњаника, заузврат су прекинули линију комуникација освајача и опколили их. Иранци су се борили са више храбрости и ефикасности него што су то очекивали Руси. Током опсаде, спречили су Русе да добију залихе и појачања, док је јереванов гарнизон спречио Русе да изврше директне нападе. Руска артиљерија се још једном показала ефикасном, сличном сусрету у Вагаршапату, али су Иранци успели да нанесу велике губитке Русима и спречавали их да напредују ка тврђави. Да би још више пореметили Русе, спалили су многа поља жита. Цицијанов је затим послао одред од 200 војника како би покупио залихе које је спремила недавно успостављена војна управа у Тбилисију. 6.000 иранских војника успело је да опколи одред, убивши већину њих и поробљавајући већину преживелих.
Током Цицијанове кампање, прва велика анти-руска побуна избила је међу локалним становништвом у новооснованој Грузији.  Разлози за устанак били су незадовољство политиком Цицијанова, корупција управе Петра Ивановича Коваленског и укидање династије Багратиони. У септембру, петорица шесторице генерала Цицијанова закључили су да је његов план пропао и присилили га да прекине опсаду.

## После опсаде
Руси су претрпели тешке губитке.  Велики проценат људи је погинуло или су завршили као рањеници а још хиљаду је постало болесно. Остали су ослабили јер су морали да живе и борили се пет недеља на пола оброка. Чак и за време повлачења, ситуација је остала тешка за руске војнике. Међу војницима је и даље недостајала храна и вода, а пошто је велика количина њихових животиња из чопора умрла, били су приморани да сами носе опрему. Штавише, ирански пљачкаши су их следили, "бацајући заостале људе и запаливши поља".
Јереванска опсада оставила је гувернеру Грузије са недовољним трупама током периода повећаног пљачка Лезгина. Цицијанов је изазвао додатно погоршање међу мештанима присиљавајући локалне сељаке да раде под "изузетно тешким условима за побољшање пута преко планина". Ово је допринело све већем броју Грузијаца који су жељели обновити Багратионис, којима су Иранци давали војну подршку.
Чак је и Цицијанов био свестан да је пао у Јеревану. Ово је даље условљено чињеницом да Руси нису написали званични извештај "о својим жртвама у борби за опсаду кампање у целини". По повратку у Грузију, Цицијанов је пријавио извештај Александру Првом (1801–1825)(1801–1825).. Да би спасио свој углед, кривио је неуспех опсаде својих подређених генерала, иранског гувернера Јеревана (Мухамад Кан Кајар), и "тежак терен" који је одвојио јеревански канат од Грузије. Цицијанов је изјавио да ирански гувернер треба да буде "уништен" ако Русија жели да постигне славу и одговарајући стратешки положај на Кавказу. Међутим, особа која је највише била крива, према Цицијанову, био је генерал и кнез Дмитриј Михаилович Волконски . Према Цицијанову, "срамота" у Јеревану била је узрокована неуспехом Волконског да покрене снабдевање. Оно што он није одлучио да пријави је да је подручје између Јеревана и Грузије контролисано од стране Иранаца, који су спречили руске контингенте да путују између њих и да је Грузија требало да сваког војника, кога је могла прикупити за провинцијске мировне операције, регрутује и стога није могла поштедети војника за пратњу залиха. Александар је топло примио извештај; он је касније наградио Цицијанова. Насупрот томе, неколико година касније, када је Цицијанов наследник Иван Гудович безуспешно опколио Јереван 1808. године, Александар је осудио његову експедицију као "глупу" и послао га у пензију.
Цицијанова кампања је довела до тога да су бројне јерменске породице напустиле канат и одселили се у Грузију. Иранска војска, након успешне одбране, у складу са својим уобичајеним протоколом, примила је наређења да се распусте за зиму са инструкцијама да се у пролеће 1805. поново саставе за нов рат и опсаду. 